# Vũng Tàu
Vũng Tàu wymowaⓘ – miasto w południowym Wietnamie, w prowincji Bà Rịa-Vũng Tàu, nad Morzem Południowochińskim. W 2009 roku liczyło 282 415 mieszkańców.

## Współpraca
- Baku, Azerbejdżan
- Gandża, Azerbejdżan
- Padang, Indonezja